# QueerBw
QueerBw (ehemals Arbeitskreis Homosexueller Angehöriger der Bundeswehr e. V., kurz AHsAB) ist eine deutschlandweite Interessenvertretung der lesbischen, schwulen, bisexuellen, trans und intergeschlechtlichen Angehörigen der Bundeswehr. Sie ist beim Amtsgericht Charlottenburg als gemeinnütziger eingetragener Verein registriert und hat ihren Sitz in Berlin.

## Tätigkeit
Der Verein knüpft Kontakte zu militärischen sowie zivilen Führungskräften, um Diskriminierung abzubauen und eine Anlaufstelle für alle queeren Bundeswehrangehörigen zu bieten. Für Beratungen und Fragen zum Thema Homosexualität in der Bundeswehr betreibt er eine kostenfreie 24-Stunden-Hotline. Zunehmend befasst der Verein sich auch mit dem Thema Transsexualität und berät zur Weiterverpflichtung oder Urkundenänderungen nach einer Geschlechtsumwandlung. QueerBw nimmt regelmäßig am Tag der Bundeswehr, am Tag der offenen Tür der Bundesregierung in Berlin sowie an Christopher Street Days teil. Er gibt einen öffentlichen Newsletter aus. Mit dem Bundeswehr-Sozialwerk wurde im September 2019 eine Unterstützungsvereinbarung unterzeichnet. Zu aktuellen Anlässen gibt der Verein Stellungnahmen ab und ist der Charta der Vielfalt beigetreten. Er koordiniert seine Arbeit mit dem Wehrbeauftragten des Deutschen Bundestages. Seit 2015
ist der Verein Mitglied im Deutschen Bundeswehrverband.
2006 gab der Verein, damals noch Arbeitskreis Homosexueller Angehöriger der Bundeswehr (AHsAB), eine kurze Studie über den Umgang mit Homosexualität in der Bundeswehr von deren Gründung bis zum Jahr 2005 heraus.

## Geschichte

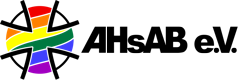
Altes Logo vor der Umbenennung

Der Verein wurde am 2. März 2002 unter dem Namen Arbeitskreis Homosexueller Angehöriger der Bundeswehr e. V (AHsAB) in Berlin in der Gaststätte „Schall und Rauch“ (Prenzlauer Berg) gegründet. Am 29. Februar 2020 beschloss die 20. ordentliche Mitgliederversammlung die Änderung der Vereinsbezeichnung zu QueerBw sowie das neue Logo. Am 8. April 2022 feierte der Verein sein zwanzigjähriges Bestehen mit einem Festakt in der Kanadischen Botschaft in Berlin.

## Forderungen
QueerBw fordert auf der Grundlage des Allgemeinen Gleichbehandlungsgesetzes (AGG) eine Weiterentwicklung des bisherigen Beteiligungssystems zu einem Diversity Management, in dem die unterschiedlichen Beauftragten und Ansprechstellen innerhalb der Bundeswehr zusammengeführt werden. In diesem sollen kompetente Anlaufstellen für queere Angehörige der Bundeswehr vorhanden sein, um Diskriminierung und feindselige Gesinnung gegenüber queeren Bundeswehr-Angehörigen abzubauen. Eine weitere Forderung ist die Rehabilitierung männlicher Soldaten, die aufgrund ihrer Homosexualität berufsrechtlich benachteiligt wurden. Auf Forderungen des Vereins antwortete das Verteidigungsministerium 2018, die Zeit könne nicht zurückgedreht werden, aber es sei Ministerin Ursula von der Leyen ein persönliches Anliegen, „den Blick der Öffentlichkeit auf die einschneidenden Erlebnisse der Betroffenen zu richten“. Damit habe die Ministerin deutlich gemacht, „dass jede und jeder – egal ob schwul, lesbisch, trans- oder heterosexuell – heute in der Bundeswehr willkommen ist“. Bei einem Gespräch mit dem QueerBw-Vorstand am 2. März 2020 kündigte die Bundesministerin der Verteidigung, Annegret Kramp-Karrenbauer, an, ihr Haus anzuweisen, Möglichkeiten einer Rehabilitierung zu identifizieren. Der Verein erreichte, dass Homosexuelle für erlittene Diskriminierung bei der Armee entschädigt werden. Im Juli 2021 trat das Gesetz zur Rehabilitierung der wegen einvernehmlicher homosexueller Handlungen, wegen ihrer homosexuellen Orientierung oder wegen ihrer geschlechtlichen Identität dienstrechtlich benachteiligten Soldatinnen und Soldaten in Kraft. Sven Bäring wurde 2022 für seinen Einsatz als Bundesvorsitzender des Vereins QueerBw mit dem Diversity-Ehrenpreis von der Universität der Bundeswehr ausgezeichnet.

## Mitgliedschaft
Ordentliche Mitglieder können nur natürliche Personen werden, die Angehörige der Bundeswehr sind oder ehemals Angehörige der deutschen Streitkräfte waren, die ihre Bereitschaft zur Unterstützung der Vereinsarbeit erklären, dem Programm zustimmen und die Satzung anerkennen. Fördermitglieder können andere juristische oder natürliche Personen werden, die ihre Bereitschaft zur Unterstützung der Vereinsarbeit erklären, dem Programm zustimmen und die Satzung anerkennen.

## Organe
Organe des Vereins sind die Mitgliederversammlung und der Vorstand.

### Mitgliederversammlung
Mindestens einmal im Jahr findet eine ordentliche Mitgliederversammlung statt. Die 20. Mitgliederversammlung fand am 29. Februar 2020 statt.

### Vorstand

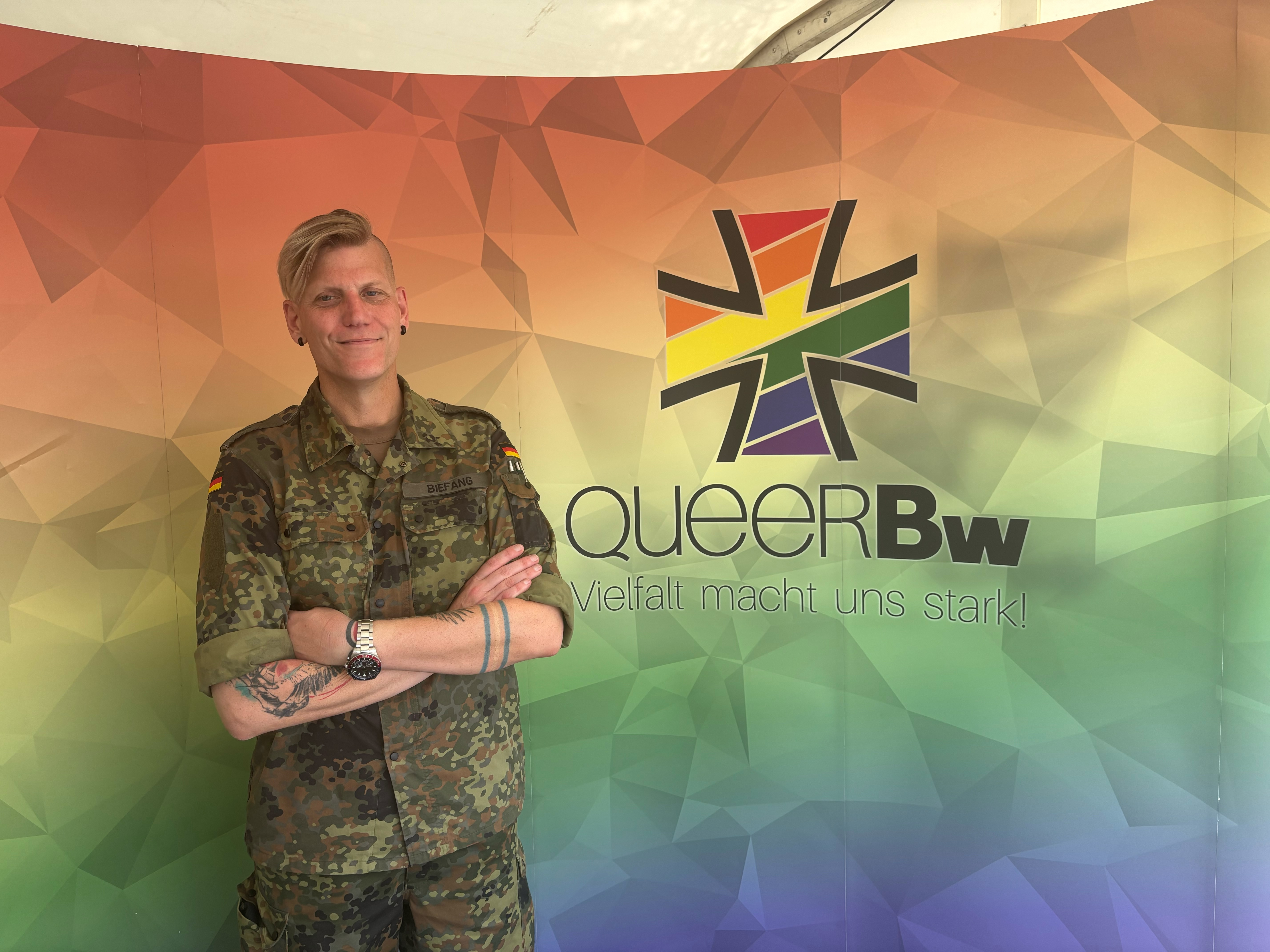
Die stellvertretende Vorsitzende Oberst Anastasia Biefang beim Nationaler Veteranentag 2025

Der Vorstand besteht aus mindestens drei und höchstens fünf ordentlichen Mitgliedern sowie aus Beisitzern. Der Vorstand vertritt den Verein gerichtlich und außergerichtlich. Jeweils zwei seiner Mitglieder sind vertretungsberechtigt. Der Vorstand besteht aus:
- Vorsitzender: Sven Bäring, Oberleutnant
- Stellvertretende Vorsitzende:  Anastasia Biefang, Oberst i. G.
- Vorstandsmitglied: Thomas Trede, Oberstleutnant i. G.
- Mitgliederverwaltung und Finanzen: Rainer Friedrich Rose, Oberstabsfeldwebel

## Regionalbetreuer
Die Regionalbetreuer und deren Stellvertreter werden durch den Vorstand berufen. Sie haben das Recht auf Teilnahme an den Vorstandssitzungen, sind aber nicht stimmberechtigt. Regionalbetreuer sind:
- Regionalbetreuer Nord: Kai Donnerhak
- stv. Regionalbetreuer Nord: Katharina Busch, Hauptbootsmann; Ronald Bednarzik, Fahnenjunker
- Regionalbetreuer West: Damian Lang, Obermaat (BA)
- stv. Regionalbetreuer West: Peter Ehrle
- Regionalbetreuer Ost: David Blackwell, Regierungssekretär  und Leutnant der Reserve
- stv. Regionalbetreuer Ost: Franziska Siegel und Mike Salobir
- Regionalbetreuer Süd: Arthur Leonardo Mertens, Fähnrich
- stv. Regionalbetreuer Süd: unbesetzt

## Ansprechpartner
Die Ansprechpartner des Vereins für spezielle Themenbereiche sind:
- Ansprechpartnerin für Trans* und Inter*: Anastasia Biefang
- Ansprechpartnerin für Kooperation und Netzwerkarbeit: Anastasia Biefang
- Ansprechpartner für queere Gesundheit (HIV, AIDS und sexuell übertragbare Krankheiten): Frank Gertz
- Ansprechpartner für Regenbogenfamilien: Alvin Heidenfelder-Fritz
- Ansprechpartnerin für Frauen in der Bundeswehr: Paula Kaufmann
- Ansprechperson für Fragen des Rechts: Jan Wippermann

## Auszeichnungen
- 2021: Big Impact Initiative Award (LGBT*IQ Awards 2021 der PrOut@Work-Stiftung)[20]